# Desafio do Balde de Livros

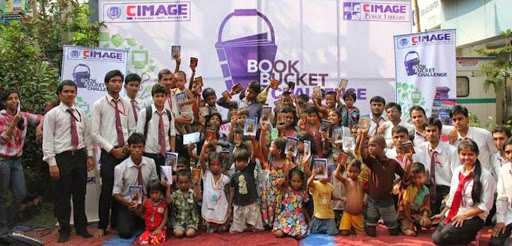
Função do Desafio do Balde de Livros Organizado pelo CIMAGE Management College Patna

O Desafio do Balde de Livros é um desafio online onde as pessoas compartilham os nomes de dez livros que os inspiraram em suas redes sociais, ou doam livros para os necessitados e compartilham fotos com amigos em redes sociais. O desafio começou na Índia. Ele foi inspirado no Desafio do Balde de Gelo e viralizou nas mídias sociais durante agosto e setembro de 2014.

## Significado
Como alternativa ao Desafio do Balde de Gelo, o Desafio do Balde de Livros teve o duplo propósito de destacar a escassez de água e difundir a utilidade e o prazer da leitura. O Desafio do Balde de Livros tem o objetivo de aumentar a conscientização sobre a importância da alfabetização e o valor da leitura de livros.

## Regras
Qualquer pessoa pode participar deste desafio apenas listando os nomes de 10 livros que os inspiraram em suas redes sociais e desafiando outras pessoas a fazê-lo. O programa também envolve a doação de livros para uma biblioteca próxima ou para as pessoas necessitadas e o upload de fotos de todos eles em redes sociais incentivando outras pessoas a elaborar o mesmo. 

## História
O Desafio do Balde de Livros começou por iniciativa da One Library Per Village (OLPV), uma ONG com sede em Kerala que trabalha para promover a alfabetização digital nas aldeias. O Desafio do Balde de Livros foi difundido em outros países, como Canadá, Vietnã e Bangladesh.